# Episodi di One Mississippi (prima stagione)
La prima stagione della serie televisiva One Mississippi, composta da 6 episodi, l'episodio pilota è stato pubblicato il 5 novembre 2015, mentre i restanti episodi sono stati resi disponibili il 9 novembre 2016 negli Stati Uniti su Amazon Video.
In Italia la stagione è stata interamente pubblicata il 17 marzo 2017 su Amazon Video.
| n° | Titolo originale                   | Titolo italiano | Pubblicazione USA | Pubblicazione Italia |
| -- | ---------------------------------- | --------------- | ----------------- | -------------------- |
| 1  | Pilot                              | Episodio 1      | 5 novembre 2015   | 17 marzo 2017        |
| 2  | Effects                            | Episodio 2      | 9 settembre 2016  | 17 marzo 2017        |
| 3  | The Cat's Out                      | Episodio 3      | 9 settembre 2016  | 17 marzo 2017        |
| 4  | Let the Good Times Roll            | Episodio 4      | 9 settembre 2016  | 17 marzo 2017        |
| 5  | How 'bout Now, How 'bout Right Now | Episodio 5      | 9 settembre 2016  | 17 marzo 2017        |
| 6  | New Contact                        | Episodio 6      | 9 settembre 2016  | 17 marzo 2017        |